# Силиванович, Никодим Юрьевич
Никодим Юрьевич Силиванович (1834, Цинцевичи, Вилейский уезд, Виленская губерния — 1919, там же) ― белорусско-российский живописец конца XIX — начала XX в, академик мозаики Императорской Академии художеств.

## Биография

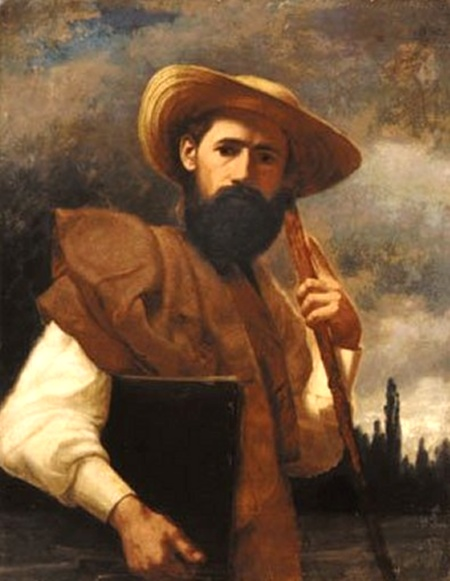
Автопортрет (1890)

Родился в крестьянской семье, но образование получил в молодечненском пятиклассном дворянском училище Виленской губернии. Родители: Юрий Иванович Силиванович (1799—1883) и Анастасия. Исследователи творчества художника считают, что родился он в семье казённого крестьянина. Но это не так. Цинцевичи принадлежали к Рабуньскому имению бернардинок Виленского монастыря св. Михаила. И крестьяне имения, в том числе и отец художника Юрий, были крепостными крестьянами. И только в 1841 году деревня отошла к казённому ведомству.
Молодечненский помещик, у которого Силиванович учил детей, заметив у юноши склонности к рисованию, отправил его за свой счёт учиться в петербургское «Общество поощрения художеств», созданное в 1820 году, для обучения и подготовки к поступлению в Императорскую Петербургскую Академию художеств. В 1856 году Никодим сдал экзамены в Академию и поступил на отделение портретной живописи. Его учителями были профессора Ф. Бруни, А. Марков и Т. Нефф. Окончив Академию в 1863 году, получил звание свободного художника.

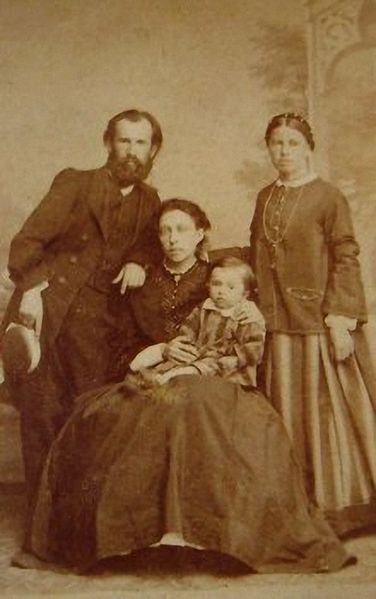
Никодим Силиванович с семьёй

В 1864—1866 гг. Силиванович жил в Вильне, зарабатывая портретами и оформлением костёлов. Здесь он женился на Пелагее Викентьевне Пранкавичевой.
Затем жил в родных Цинцевичах, оформлял окрестные церкви, писал портреты и жанровые картины. В 1864 году Лидское уездное правление поручило ему оформление всех церквей уезда. Кроме непосредственно оформления, Силиванович написал для храмов несколько икон, которые не сохранились. Известно, что среди них была икона св. Александра Невского.
За работы, выполненные в Цинцевичах, в 1866 году получил звание классного художника 3-й степени и принят на Мозаичное отделение Академии, которое окончил в 1870 году. С 1876 года академик мозаики.
После кончины жены сам воспитывал детей. Их можно видеть на картинах «Дети во дворе», «В школу».
В 1881 году Силиванович был награждён орденом Св. Станислава 3-й степени.
В конце 1898 года титулярный советник, академик живописи Никодим Силиванович подал прошение об отставке и в 1901 году переехал на постоянное местожительство в местечко Бирштаны Трокского уезда, где в собственном доме оборудовал небольшую мастерскую.
В марте 1909 году по заказу виленского епископства написал 14 сцен «Крестного пути Иисуса Христа», в 1910 году для строящегося бирштанского костёла икону «Св. Апостола Иуды Фаддея».
С началом Первой мировой войны, Силиванович уехал в родные Цинцевичи.
Почти всё творческое наследие Никодима Силивановича хранится в Вильнюсе. В Минске находится одна работа ― «Солдат с мальчиком», и в одном из вилейских костёлов икона «Св. Антоний Падуанский». Мозаичные работы находятся в Москве и Петербурге.
В 2009 году в Цинцевичах установлен памятный знак, посвященный Силивановичу.
Министерство связи Беларуси к юбилею художника выпустило маркированный конверт.

## Творчество
За время учёбы в Академии и жизни в Цинцевичах Н. Силиванович написал ряд портретных работ: «Старый пастух», «Голова девочки», «Портрет еврея», «Портрет отца» и др.
В 1866 году ректор мозаичного отделения Ф. Бруни поручил Силивановичу сделать копию образа Спасителя масляными красками, а затем создать первый мозаичный образ. Годом позже Силиванович принимает участие в создании мозаик «Спаситель во славе» и «Спаситель на троне» для усыпальницы князей Пожарских в Суздальском Спасо-Евфимьевском монастыре.
В 1873 году был включен в группу по созданию мозаики образа Божей Матери с младенцем для усыпальницы графов Шуваловых в Висбадене.
В начале 1870-х гг. Силиванович, в числе других художников, как имеющий опыт по оформлению храмов, приглашён Академией художеств к работе по росписи Исаакиевского собора в Петербурге. За мозаику «Тайная вечеря» (совместно с Иваном Лаверецким, по живописному оригиналу Семёна Живаго) для главного иконостаса собора его назначили главным мозаистом и присвоили звание академика живописи.
Также им вместе с другими художниками созданы мозаичные композиции «Евангелист Лука», «Евангелист Матфей», «Евангелист Марк», «Поцелуй Иуды» (совместно с Михаилом Щетининым) и др.
Примечателен интерес художника к простому народу. Это понятные Силивановичу люди, он знает их жизнь не понаслышке. На картине «Пастух из Свентянщины» изображен старик-белорус, опершийся на пастушеский посох. Его голова обнажена. Длинные седые пряди волос падают на высокий лоб. Узловатые пальцы сжимают посох. Большие тёмные глаза глядят устало. Картина привлекает психологической глубиной, образностью. По исполнению здесь уже нет той академической условности цвета, которая ещё бытовала в работах других художников.

Из работ Н. Ю. Силивановича
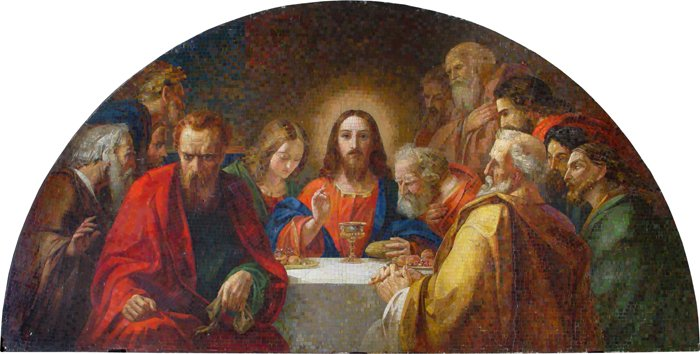
Мозаика Тайная вечеря[1] (1879-1887)
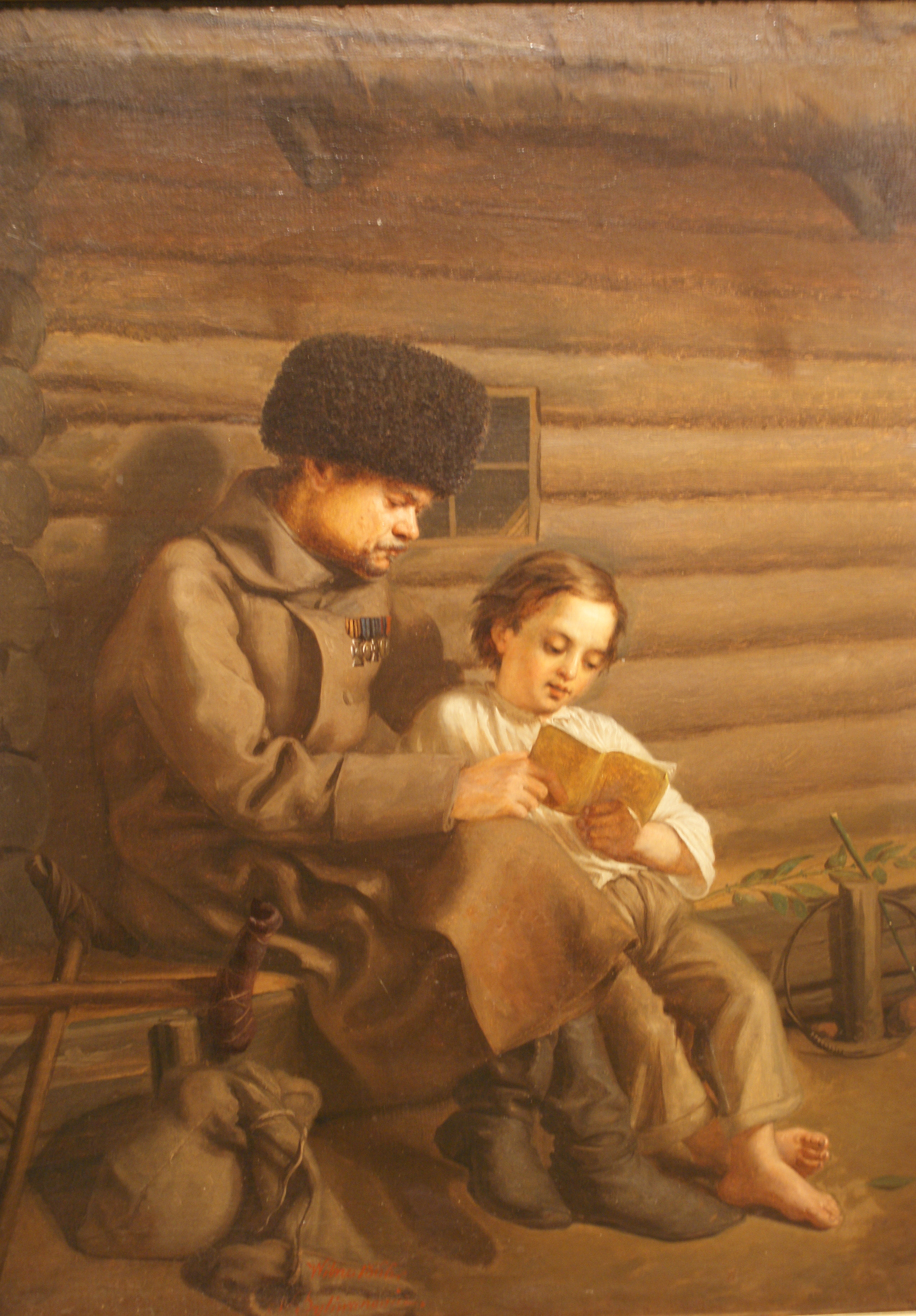
Солдат с мальчиком (1866)
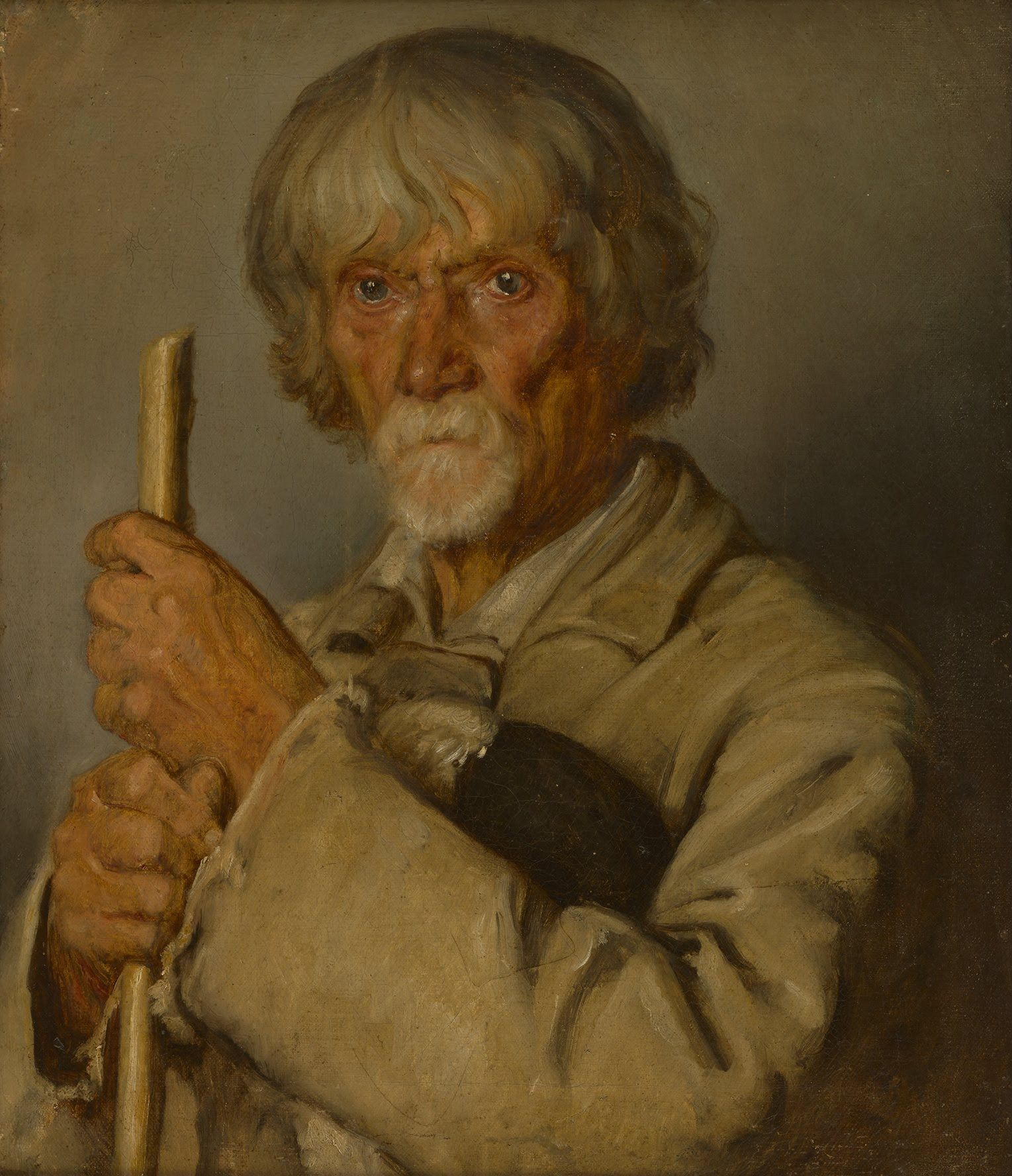
Пастух из Швенчёниса
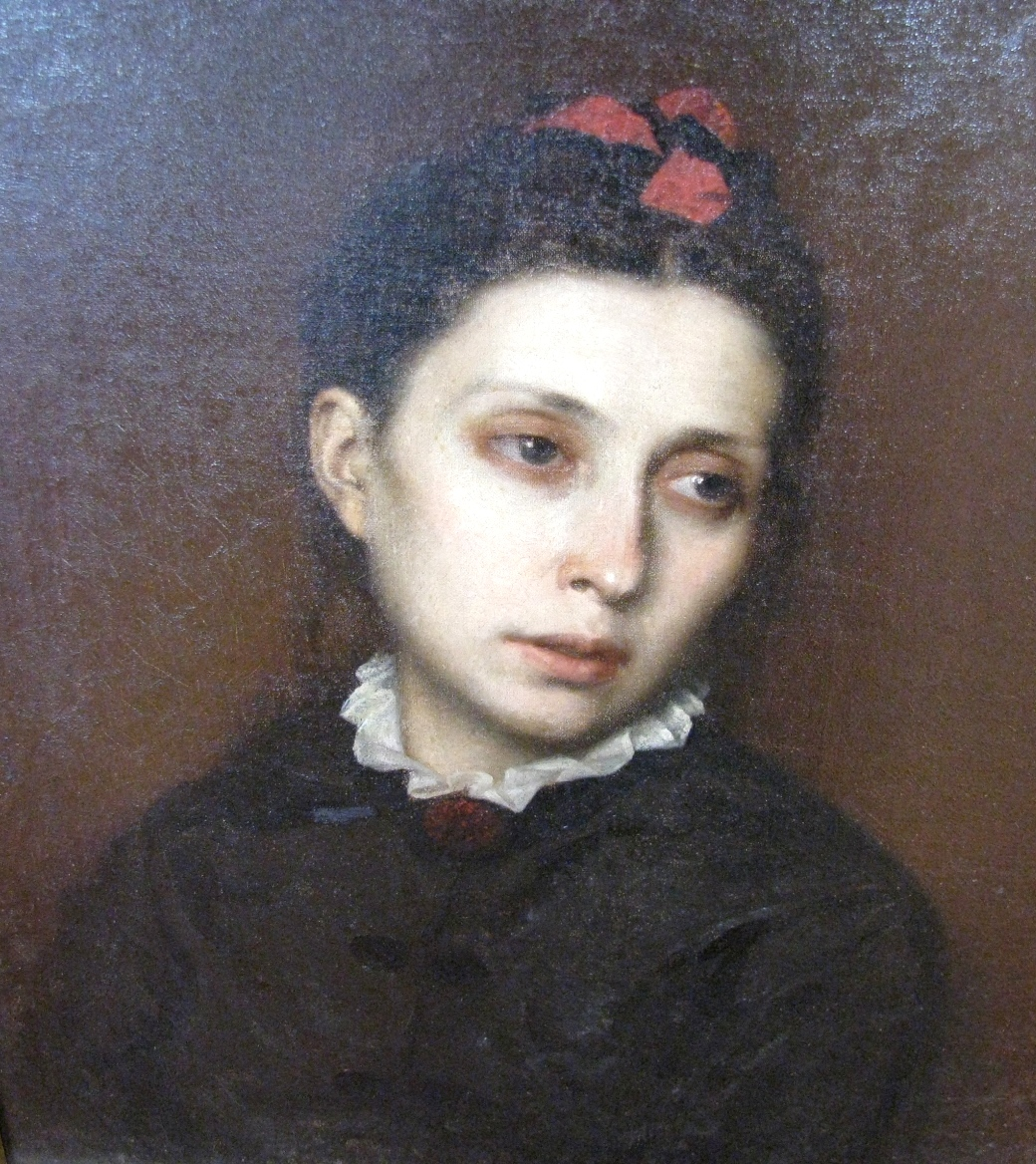
Портрет жены (Пелагея Силиванович)

## Увековечение памяти

Памятный знак Силивановичу

- На родине Силивановича в городе Вилейка действует выставочный зал его имени.
- В деревне Цинцевичи Вилейского района открыт памятный знак Силивановичу[2].